# Economía de Laos
La economía de Laos es una economía subdesarrollada de rápido crecimiento. Siendo uno de los cinco países socialistas del mundo, el modelo económico imita a la economía de mercado socialista de China y la economía de mercado orientada al socialismo de Vietnam. El gobierno comenzó a descentralizar el control y a promover la iniciativa privada en 1986. Los resultados se hicieron sentir: el crecimiento alcanzó el promedio del 6% al año en el período 1988-2008, excepto durante el corto período de la crisis asiática iniciada en 1997. Entre 2008 y 2012 el crecimiento superó los 7% al año. Sin embargo, el país permanece con una infraestructura poco desarrollada, particularmente en las áreas rurales.

## Historia económica
En 1975 después del acceso al poder del comunismo, se impuso un duro sistema económico que eliminó el sector privado para pasar a ser controlado por empresas estatales, centralizando las inversiones, la producción, el comercio y los precios y creando barreras al comercio interno y externo.
En unos cuantos años, el Gobierno de Laos se dio cuenta de que este sistema económico impedía, más que estimulaba, el crecimiento y el desarrollo de la economía. Sin embargo, hasta 1986 no se introdujo una reforma sustancial, cuando el gobierno anunció su “nuevo mecanismo económico” (NME). Tímidamente al principio, el principal objetivo del NME era introducir una serie de reformas destinadas a crear las condiciones necesarias para estimular la actividad del sector privado. Los precios pasaron a ser establecidos por el mercado, en vez de serlo por el Gobierno. Se permitió a los granjeros poseer granjas, así como vender las cosechas libremente. El poder de decisión de las empresas estatales aumentó y perdieron la mayoría de los subsidios.
En 1989, el Gobierno de Laos alcanzó un acuerdo con el Banco Mundial y con el Fondo Monetario Internacional para llevar a cabo reformas adicionales. El gobierno tuvo que llevar a cabo una reforma monetaria y fiscal, además de estimular el sector privado y la inversión extranjera y de privatizar o cerrar las empresas públicas. Además, se comprometió a reducir las tarifas y eliminar las regulaciones innecesarias del comercio. En un intento de estimular el comercio internacional, el Gobierno aceptó ayuda australiana para construir un puente en el río Mekong para unir Laos con Tailandia. El puente de “La Amistad Tailandesa y Laosiana”, entre la prefectura de Vientián y la provincia de Nong Khai, fue inaugurado en abril de 1994. 
En aquel entonces, el ahorro doméstico era bajo, lo que hacía que Laos dependiera de las ayudas exteriores y de los préstamos en concepto de ayudas para el desarrollo económico. En 1999 los préstamos exteriores constituyeron más del 20% del PNB y más del 75% de la inversión pública. En 1998 se estimó que la deuda externa de Laos ascendía a 1900 millones de dólares.
Estas reformas llevaron al crecimiento económico y al aumento de la disponibilidad de bienes. Asimismo, la crisis financiera de Asia de fines de siglo XX, unido al descontrol económico de Laos, desembocaron en una gran inflación y una depreciación del kip, que perdió el 87% de su valor en dos años. Políticas monetarias más estrictas llevaron a una estabilidad económica en el año 2000, y la inflación mensual, que aumentó un 10 % durante la primera mitad de 1999, disminuyó al 1% en el mismo periodo de tiempo en 2000. Actualmente, la economía sigue siendo dominada por un sector agrícola improductivo que opera al margen de la economía del dinero y en el que el sector público sigue desempeñando el papel principal. Aun así, se han fundado varias empresas privadas en industrias como la artesanía, la cerveza, el café y el turismo. Con el apoyo de las Naciones Unidas, Japón y Alemania, una cámara de comercio anteriormente controlada por el estado tiene como objetivo promover los negocios privados: la Cámara Nacional de Comercio e Industria de Laos y sus subdivisiones provinciales. En 2011 comenzó a operar la Bolsa de Valores de Laos.
La última ronda de reformas de las empresas estatales en 2019 tuvo como objetivo garantizar que las empresas estatales restantes se conviertan en empresas rentables y que sean fuentes de ingresos eficientes y sostenibles para el tesoro nacional. Estas medidas incluyeron el cierre de empresas improductivas, garantizar que las empresas en las que el estado tiene inversiones se transformen en empresas rentables y reducir la corrupción. A partir de 2019, el Departamento de Seguros y Desarrollo de Empresas de Propiedad Estatal del gobierno de Laos tiene 183 empresas bajo su supervisión.

## Comercio exterior
En 2018, el país fue el 107.º exportador más grande del mundo (US $ 6,9 mil millones). En términos de importaciones, en 2019 fue el 124.º mayor importador del mundo: 5.700 millones de dólares.

## Sector primario

### Agricultura

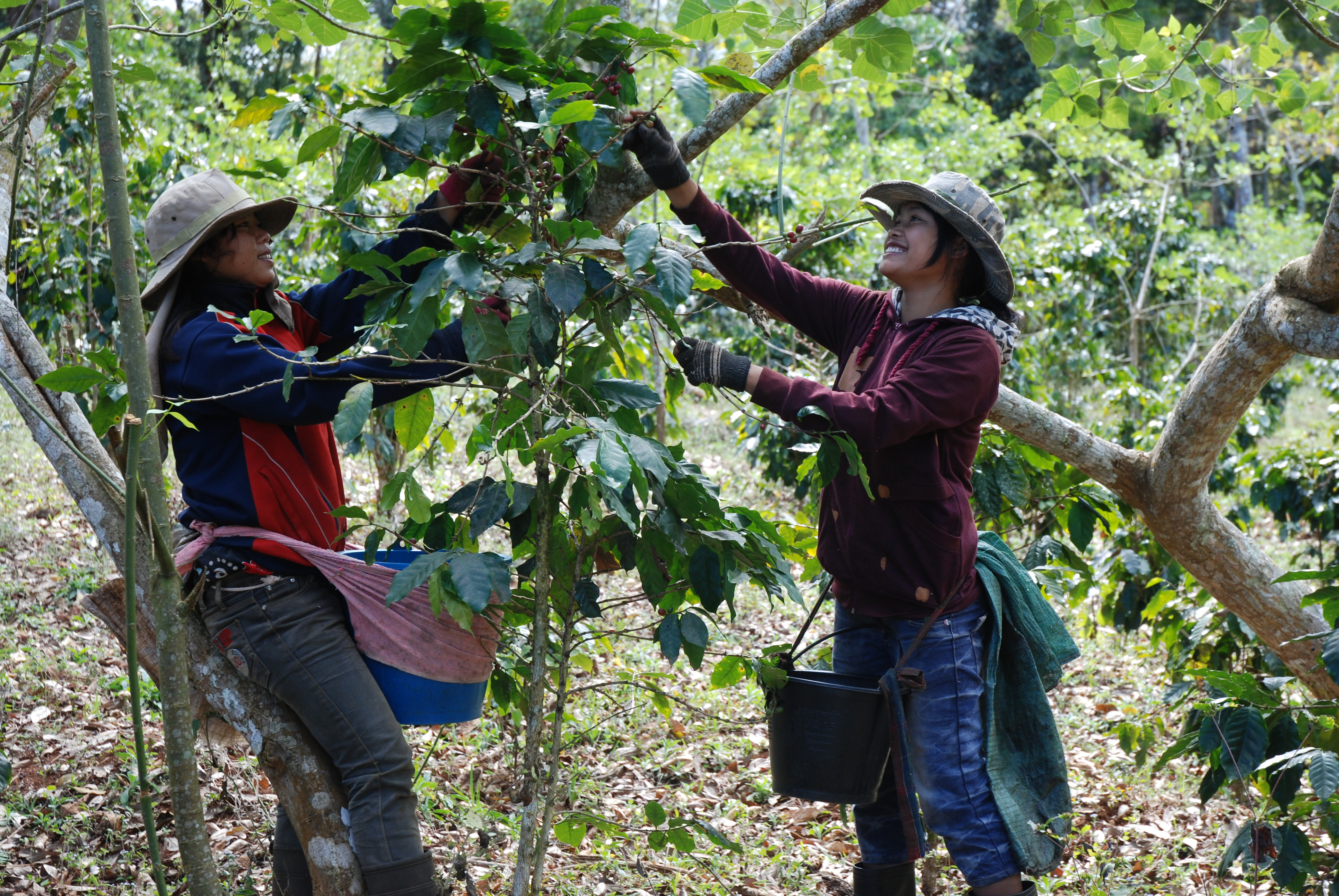
Plantaciones de café en Laos.

Para el año...la agricultura (principalmente el cultivo de arroz para la autosubsitencia), domina la economía, empleando el 85% de la población y constituyendo el 51% del producto nacional bruto (PNB).
En 2019, Laos produjo:
- 3,4 millones de toneladas de arroz;
- 3,1 millones de toneladas de raíces y tubérculos;
- 2,2 millones de toneladas de mandioca;
- 1,9 millones de toneladas de caña de azúcar;
- 1,5 millones de toneladas de vegetales;
- 1,0 millón de toneladas de plátano;
- 717 mil toneladas de maíz;
- 196 mil toneladas de sandía;
- 165 mil toneladas de café;
- 154 mil toneladas de taro;
- 114 mil toneladas de batata;
- 56 mil toneladas de tabaco;
- 53 mil toneladas de maní;
- 46 mil toneladas de naranja;
- 43 mil toneladas de piña;
- 23 mil toneladas de papaya;
- 8,6 mil toneladas de té;

Además de producciones más pequeñas de otros productos agrícolas.

### Ganadería

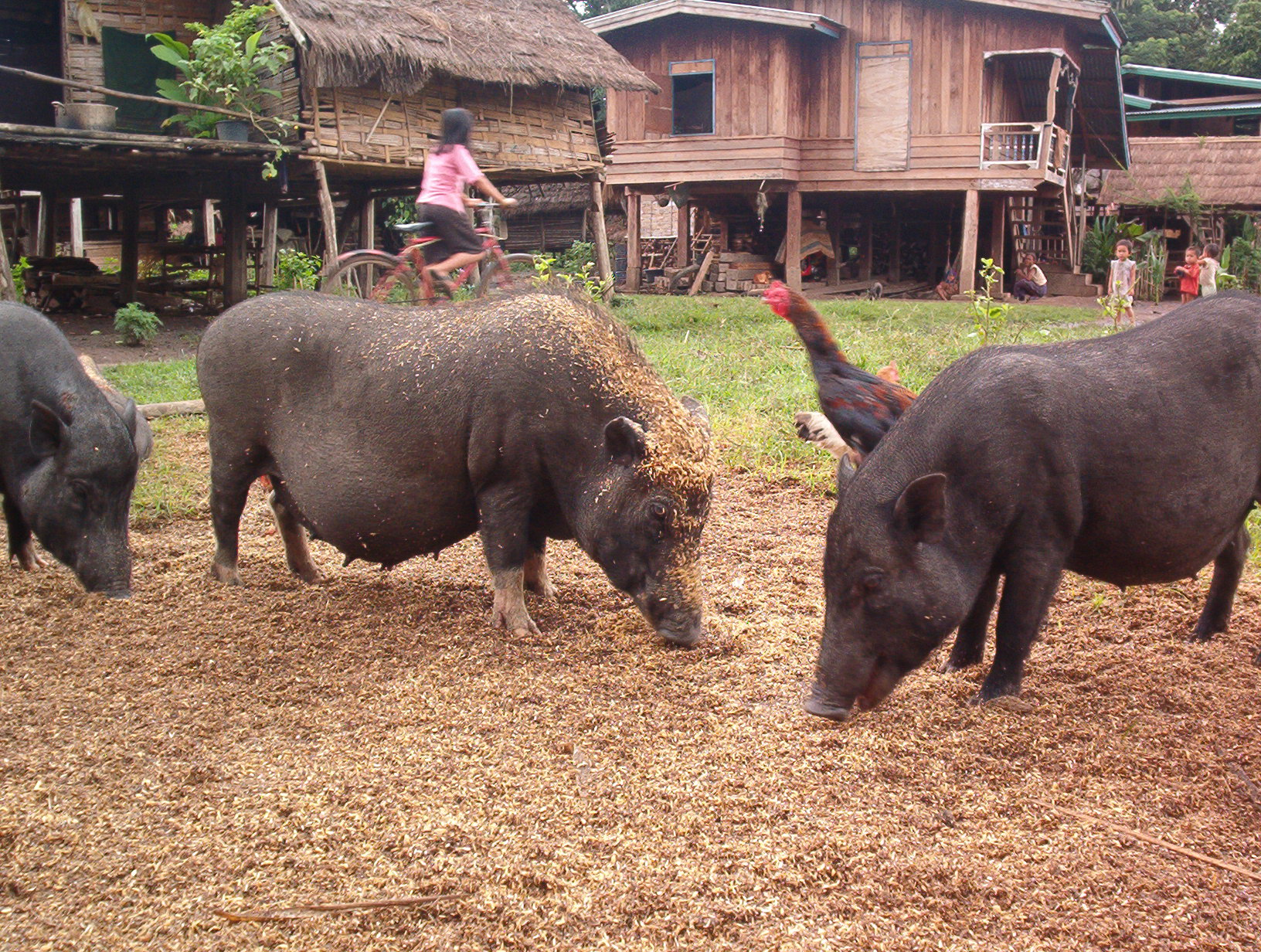
Cerdos alimentándose en una pequeña aldea en el sur de Laos.

La ganadería del país es muy baja. En 2019, Laos produjo: 85.000 toneladas de carne de cerdo; 35 mil toneladas de carne de vacuno; 31 mil toneladas de carne de pollo; 20 mil toneladas de carne de búfalo; 8 millones de litros de leche de vaca, entre otros.

## Sector secundario

### Industria
El Banco Mundial enumera los principales países productores cada año, según el valor total de la producción. Según la lista de 2019, Laos tenía la 128.ª industria más valiosa del mundo ($ 1.3 mil millones).

### Energía

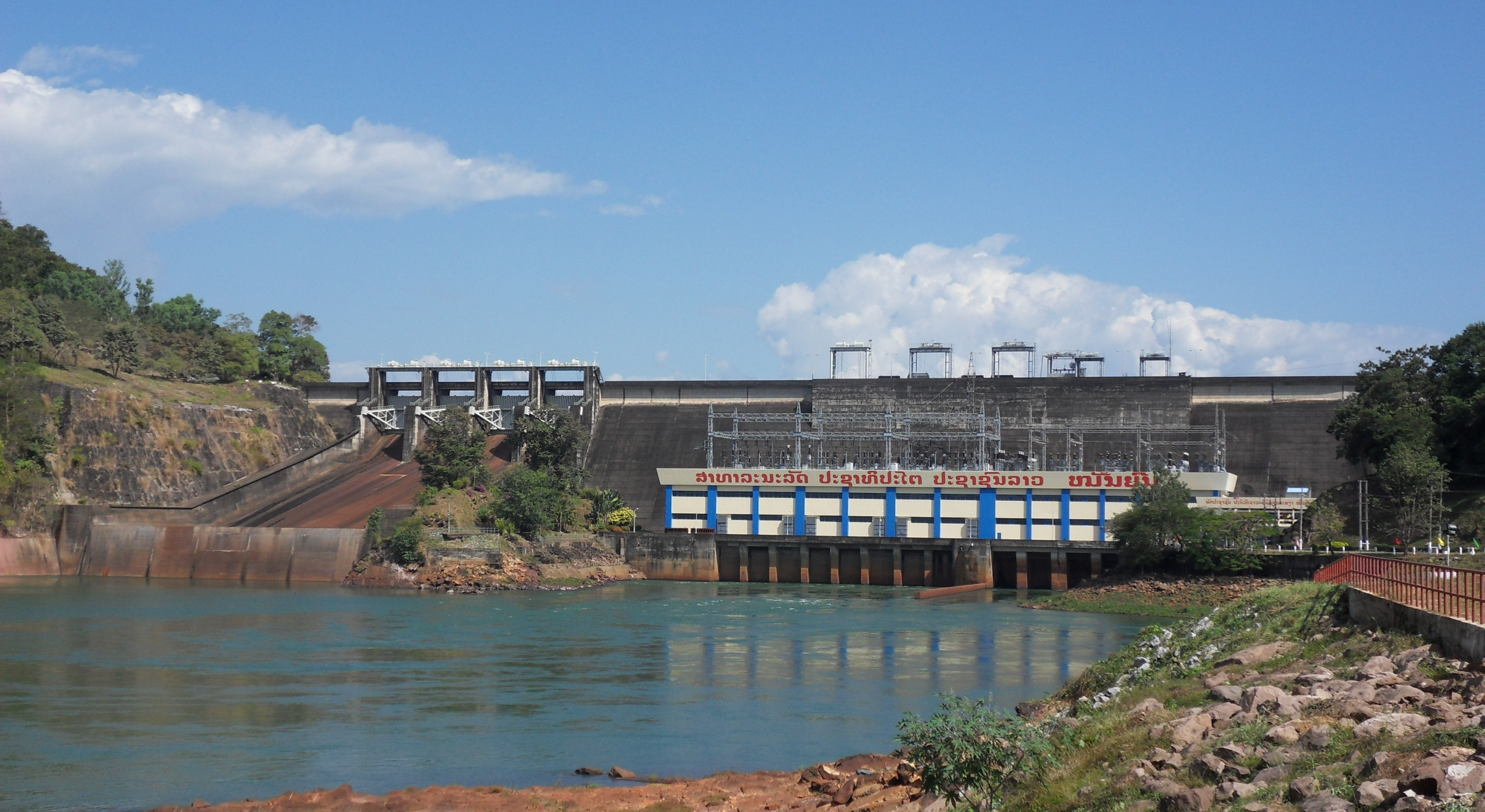
La presa Nam Ngum 1, en Nam Ngum, en Laos.

En 2020, el país no produjo petróleo. En 2015, el país consumió 3.500 barriles / día (el 176.º consumidor más grande del mundo).

### Minería
En 2019, el país fue el duodécimo productor mundial de antimonio y el decimocuarto productor mundial de estaño. En la producción de oro, en 2017 el país produjo 6 toneladas. En la producción de plata, en 2017 el país produjo 50 toneladas.

## Sector terciario

### Turismo

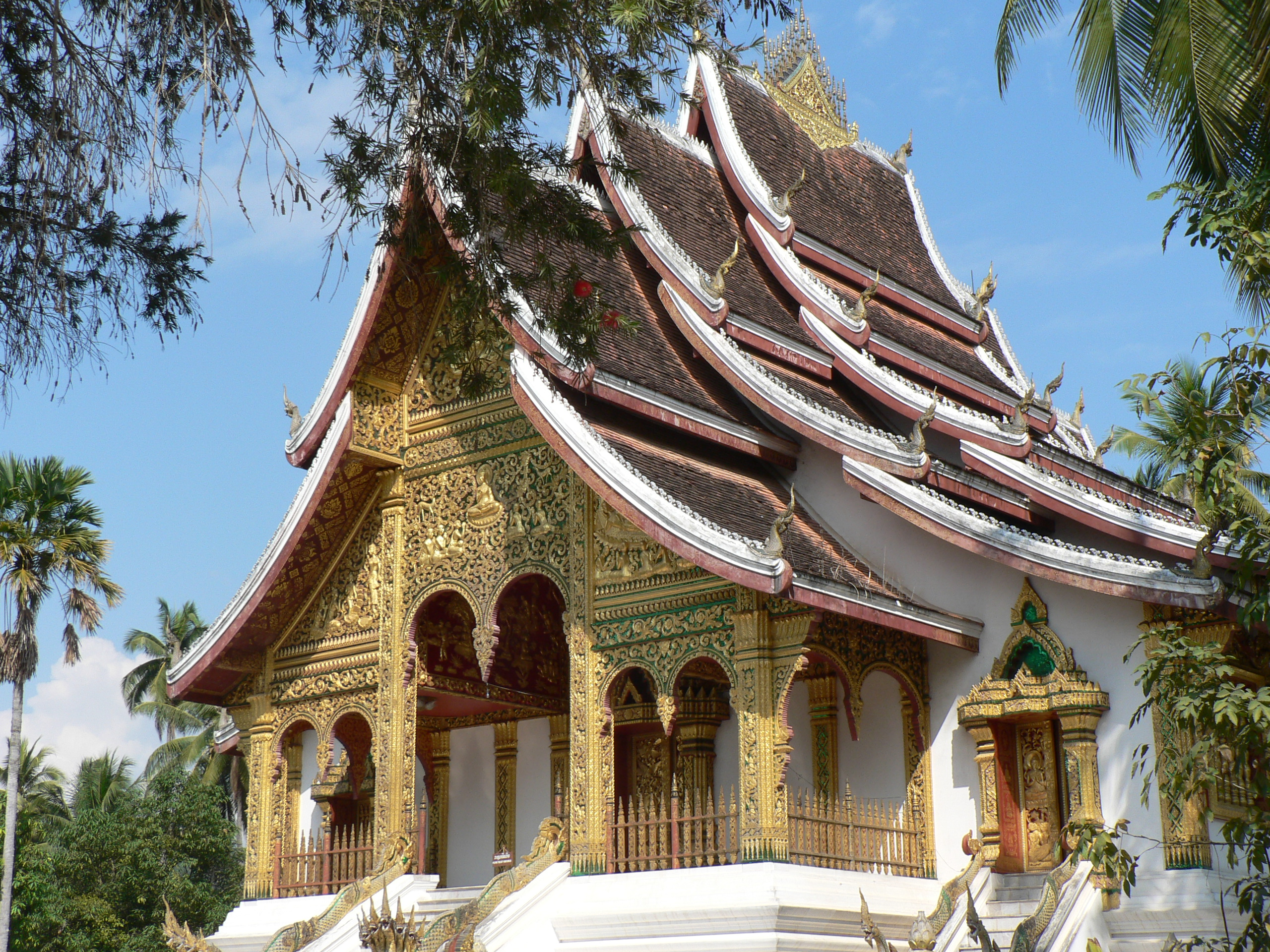
Templo budista en Luang Prabang

En 2018, Laos recibió 3,7 millones de turistas internacionales. Los ingresos por turismo este año fueron de $ 700 millones.